# 외인부대 (1984년 영화)
외인부대(Les Morfalous)는 프랑스에서 제작된 앙리 베르누이 감독의 1984년 액션, 코미디, 드라마 영화이다. 쟝 뽈 벨몽도 등이 주연으로 출연하였다.

## 출연

### 주연
- 쟝 뽈 벨몽도
- 자크 빌레렛
- 미쉘 콘스탄틴

### 조연
- 미셀 크레톤
- 마티아스 하비흐
- 프랑수아 페로
- 모리스 오젤
- 제라드 버
- 로버트 롬바드
- 캐롤라인 시홀
- 마리 라포레

## 제작진
- 미술: 자크 솔니에
- 의상: 파울레트 브레일